# Freedom Airlines

Logo der Freedom Airlines

Freedom Airlines était une compagnie aérienne régionale américaine. Elle était une filiale de Mesa Air Group. Elle a cessé ses activités en 2010.